# Ondi Timoner
Ondi Timoner est une réalisatrice américaine née le 6 décembre 1972. 

## Biographie
Ondi Timoner a réalisé de nombreux documentaires de court ou long métrage. Elle est également productrice avec la société Interlopersfilms qu'elle a fondée.
Son long métrage Dig! a obtenu en 2004 le grand prix du jury au Festival du film de Sundance.

## Filmographie

### Courts métrages
- 2004 : Recycle
- 2011 : Library of Dust
- 2014 : Russell Brands the Bird
- 2015 : The Last Mile

### Longs métrages
- 2004 : Dig!
- 2007 : Join Us
- 2009 : We Live in Public
- 2011 : Cool It
- 2015 : Brand: A Second Coming
- 2018 : Mapplethorpe